# Gobiosuchus
Gobiosuchus (cocodrilo de Gobi) es un género crocodiliforme gobiosúquido descrito en 1972 por el paleontólogo polaco Halszka Osmólska. El género Gobiosuchus era del Cretácico Superior de Bayn Dzak (Formación Djadochta), en el desierto de Gobi, Mongolia. La especie tipo es G. kielanae.

## Material
El Gobiosuchus se conoce por un cráneo y el humero izquierdo.

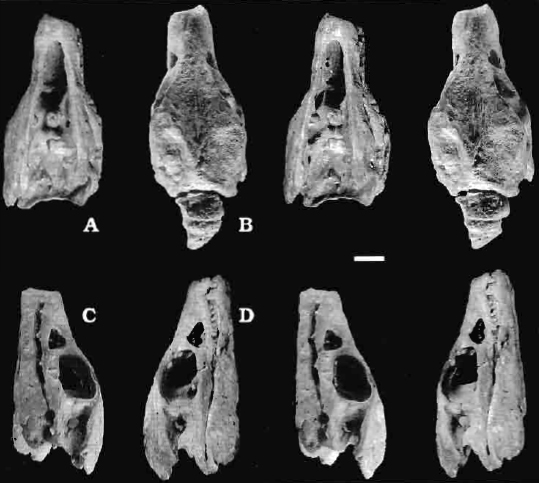
Cráneo en múltiples puntos de vista

## Sistemática
Gobiosuchus kielanae, junto con Zaraasuchus shepardi forma la familia Gobiosuchidae